# Hanna Köhler
Hanna Köhler (* 5. März 1944 in Jahnsdorf im Erzgebirge; † 17. März 2011 in Ulm) war eine deutsche Schauspielerin und Sängerin.
Sie absolvierte ihr Studium am Richard-Strauss-Konservatorium in München. Frühe Engagements hatte sie in Filmen von Rainer Werner Fassbinder als Sängerin. Eine ihrer bekanntesten Rollen war die der Frau Moretti in Edgar Reitz’ Die zweite Heimat – Chronik einer Jugend. Später spielte sie unter anderem in den Fernsehserien Marienhof (2001–2008 die Rolle der Oma Maldini) und Tatort. Darüber hinaus verkörperte sie von 2000 bis 2011 die Rolle der Frau Dornmann in der SWR Serie Die Fallers – Eine Schwarzwaldfamilie.
Auch am Theater war sie aktiv. So wirkte sie etwa in Opern und Operetten wie Boccaccio und Orpheus in der Unterwelt am Stadttheater Klagenfurt und in Musicals wie Can-Can, Kiss Me, Kate und Funny Girl mit.